# Amstrad PCW

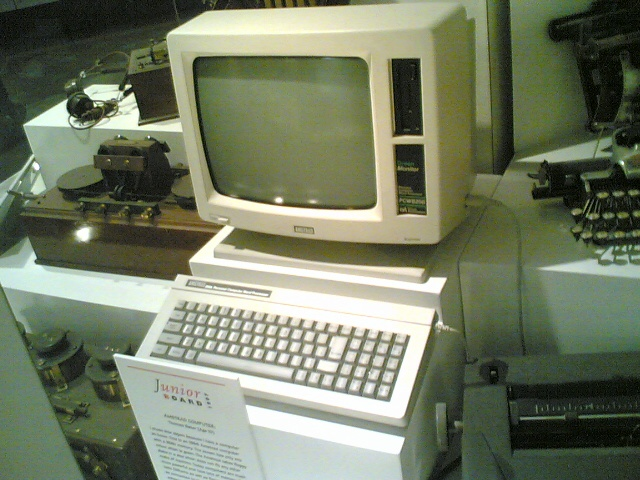
Un Amstrad PCW

La sèrie Amstrad PCW va ser una línia d'ordinadors personals dedicats, produïda per l'empresa britànica Amstrad entre 1985 i 1998. Fou venuda sota llicència a l'Europa com «Joyce» per l'empresa alemanya de productes electrònics Schneider, en els primers anys de vida de la sèrie. En l'època del seu llançament, el valor d'un sistema PCW estava entorn del 25% del cost de pràcticament tots els sistemes IBM PC compatibles a Regne Unit. Com a resultat, els PCWs es van fer molt populars als mercats domèstic i de petites empreses, tant a Gran Bretanya quant a Europa, i van persuadir molts tecnòfobs a aventurar-se en l'ús d'ordinadors. No obstant això, els últims dos models, introduïts a mitjans de la dècada del 1990, van ser fracassos comercials, sent suprimides del mercat pels preus en caiguda, major capacitat i àmplia gamma de programari dels IBM PC compatibles. L'últim model de la sèrie PCW era totalment incompatible amb els models anteriors.
En tots els models, incloent l'últim, la carcassa del monitor incloïa la CPU, RAM, unitats de disquet i font d'alimentació per a tots els components del sistema. Tots els models, excepte l'últim, incloïen una impressora en el preu. Els primers models usaven disquets de 3", mentre aquells venuts a partir de 1991 van passar a usar disquets de 3½", els quals s'havien transformat en l'estàndard industrial en l'època en què la sèrie havia estat llançada. Una varietat de productes i serveis de baix cost van ser llançats per copiar disquets de 3" per al format de 3½", de manera que les dades podien ser transferits per a altres màquines.
Tots els models, excepte l'últim, incloïen el programa de processament de textos Locoscript, el sistema operatiu CP/M Plus, Mallard BASIC i el llenguatge de programació Logo sense cost addicional. Una àmplia gamma d'uns altres programes CP/M per a oficina i diversos jocs van ser subministrats, alguns comercialment i altres gratuïts. Encara que la Amstrad subministrés tots els sistemes (menys l'últim) només en mode text, perifèrics d'interfície gràfica d'usuari i programari de suport també van ser subministrats. L'últim model tenia el seu propi sistema operatiu gràfic i un conjunt de paquets informàtics inclosos en el preu; no obstant això, cap dels programes desenvolupats per als models PCW anteriors podia ser executat en aquest sistema.

## Models

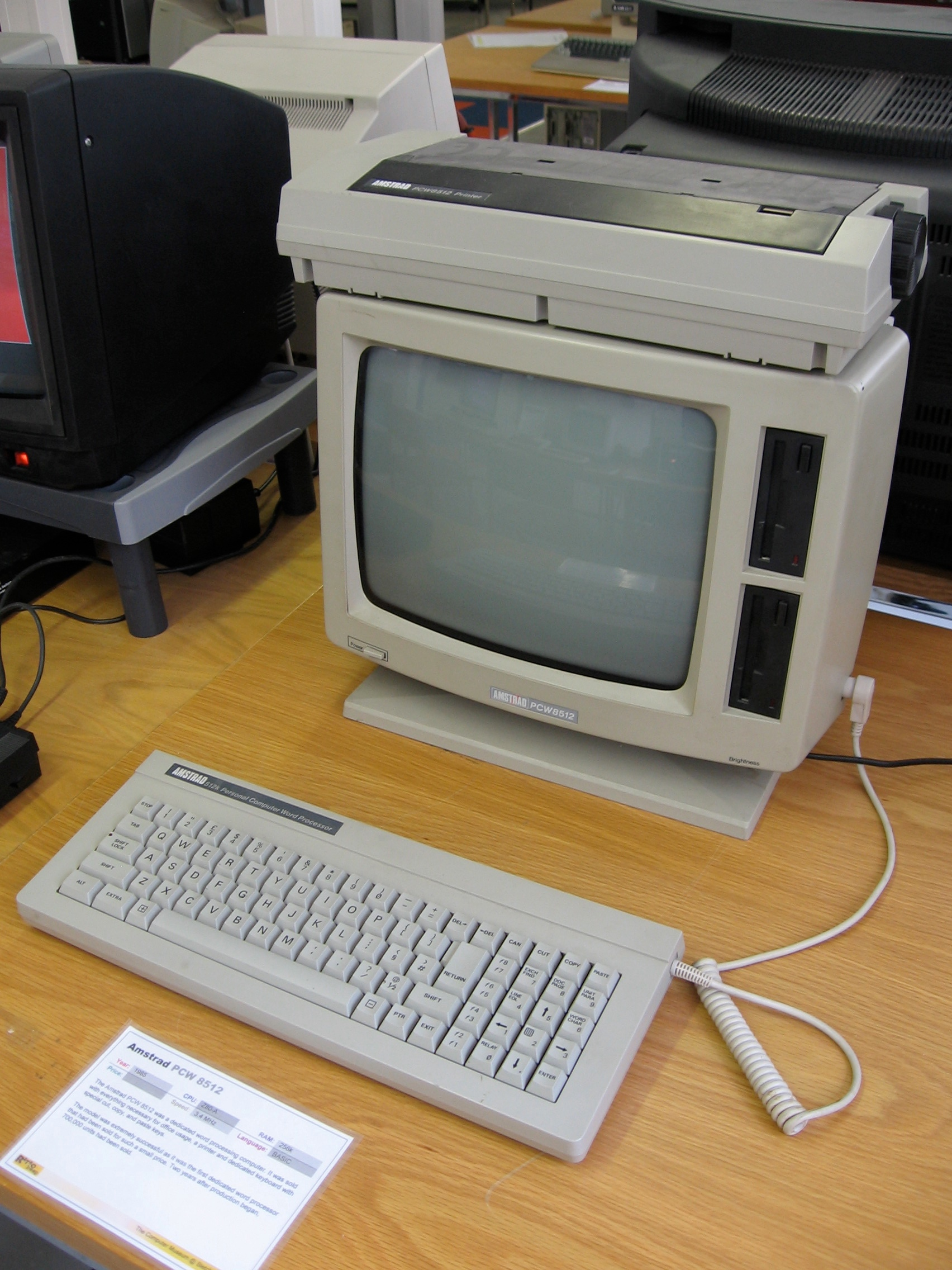
El PCW 8512.

- Amstrad PCW 8256 / Schneider Joyce (1985): portava 256 KiB de RAM i una o dues unitats de disquet de 3 polzades de simple cara (180 KiB), format CP/M, muntats en la carcassa del monitor de fòsfor verd amb una impressora NLQ de 9 agulles controlada directament per l'ordinador, que es podia acoblar al teclat donant l'aspecte d'una màquina d'escriure. Ampliable a 512 Kb mitjançant una ampliació interna (posant xips de memòria en sòcols buits que hi ha a la placa).
- Amstrad PCW 8512 / Schneider Joyce Plus (1985): com l'anterior però amb 512 KiB de RAM i una segona unitat de 3 polzades Doble Densitat i 80 pistes (720 KiB com una unitat de 3,5 polzades), format CP/M.
- Amstrad PCW 9512 (1987): ve amb una nova carcassa i disseny del teclat, un monitor monocrom «paper white» (fòsfor blanc), una unitat de 3 polzades de doble cara i 720 KiB, format CP/M, un port paral·lel i, el més notable, una nova versió de LocoScript i una impressora de margarida en lloc de la impressora d'agulles. Suporta qualsevol impressora compatible Epson.
- Amstrad PcW9256 (1991): carcassa similar al PCW9512, però amb només 256 KiB de RAM, una unitat de 3,5 polzades Doble Densitat, format CP/M, sense port paral·lel i amb la impressora d'agulles dels 8256 en una nova carcassa (el connector sembla el mateix dels «Schneider Joyce» alemanys), que pot situar-se sobre el monitor per economitzar espai.
- Amstrad PcW9512+ (1991): bàsicament un 9512 al que s'afegeix un disc de 3,5", format CP/M, i se li retira el bus d'expansió (anomenat per això 9512 minus). En opció, una impressora Canon Bubblejet en lloc de la de margarida.
- Amstrad PcW10 (1993): un 9256 amb 512 KiB de RAM i port paral·lel.
- Amstrad PcW16 o Anne (1996): últim de la gamma i que suposa un canvi radical. El Zilog Z80 es manté, però a 16 MHz, la memòria és de 1024 KiB (ampliables a 2048), la unitat de disquet passa a ser de 3,5" HD (1,44 MiB, amb format compatible MS-DOS, però capaç de llegir els formats anteriors), en lloc de CP/M porta «Rosanne», una interfície gràfica d'usuari escrita per Creative Technology, que s'emmagatzema juntament amb els seus programes en 1024 KiB de Flash RAM. Porta de sèrie un teclat compatible PS/2 i un ratolí serial (poden substituir-se per qualsevol de PC). No pot córrer el programari d'equips anteriors, però mitjançant ZP/M pot executar-los, excepte LocoScript i alguns jocs. No porta impressora de sèrie però suporta qualsevol compatible amb Hewlett Packard PCL Level 5, Epson LQ, Canon BJ, IBM X24I i una sèrie d'altres models.

## Emuladors
- JOYCEArxivat 2006-09-24 a Wayback Machine. Emulador de PCW 8256/8512 per Windows / Unix
- Joyce per Mac de Richard F. Bannister.
- CP/M Box Emulador de PCW per Windows, de Habisoft
- ZEsarUX Multi emulador de màquines de 8 bits, entre ells el PCW 8256/8512, per Linux, Mac i Windows, de César Hernández Bañó